# Okręg wyborczy nr 38 do Sejmu Polskiej Rzeczypospolitej Ludowej (1989–1991)
Okręg wyborczy nr 38 do Sejmu Polskiej Rzeczypospolitej Ludowej (1989–1991) obejmował Chorzów oraz gminy Ruda Śląska, Siemianowice Śląskie i Świętochłowice (województwo katowickie). W ówczesnym kształcie został utworzony w 1989. Wybieranych było w nim 5 posłów w systemie większościowym.
Siedzibą okręgowej komisji wyborczej był Chorzów.

## Wybory parlamentarne 1989

### Mandat nr 145 –Polska Zjednoczona Partia Robotnicza
| Kandydat | I tura | I tura | II tura | II tura |
| Kandydat | Głosów | %      | Głosów  | %       |
| --- | ------ | ------ | ------- | ------- |
| Maria Gomola                                                                                                   | 34 801 | 22,56  | 32 365  | 47,29   |
| Zbigniew Lis                                                                                                   | 31 466 | 20,39  | 25 712  | 37,57   |
| Teodor Howaniec                                                                                                | 19 098 | 12,38  | —       | —       |
| Liczba głosów ważnych: 154 294 (I tura) • 68 442 (II tura) Źródło: Państwowa Komisja Wyborcza I tura i II tura |        |        |         |         |

### Mandat nr 146 –Polska Zjednoczona Partia Robotnicza
| Kandydat | I tura | I tura | II tura | II tura |
| Kandydat | Głosów | %      | Głosów  | %       |
| --- | ------ | ------ | ------- | ------- |
| Barbara Blida                                                                                                  | 39 048 | 25,15  | 32 269  | 47,54   |
| Ludwik Warwas                                                                                                  | 24 186 | 15,58  | 26 669  | 39,29   |
| Józef Błaszczyk                                                                                                | 22 859 | 14,72  | —       | —       |
| Liczba głosów ważnych: 155 252 (I tura) • 67 871 (II tura) Źródło: Państwowa Komisja Wyborcza I tura i II tura |        |        |         |         |

### Mandat nr 147 –Polska Zjednoczona Partia Robotnicza
| Kandydat | I tura | I tura | II tura | II tura |
| Kandydat | Głosów | %      | Głosów  | %       |
| --- | ------ | ------ | ------- | ------- |
| Manfred Gorywoda                                                                                               | 34 006 | 21,96  | 26 556  | 38,66   |
| Bogdan Szczygieł                                                                                               | 25 214 | 16,28  | 31 445  | 45,78   |
| Bogdan Sikora                                                                                                  | 24 332 | 15,71  | —       | —       |
| Liczba głosów ważnych: 154 857 (I tura) • 68 689 (II tura) Źródło: Państwowa Komisja Wyborcza I tura i II tura |        |        |         |         |

### Mandat nr 148 – bezpartyjny
| Kandydat                                                          | Głosów  | %     |
| ----------------------------------------------------------------- | ------- | ----- |
| Anna Knysok                                                       | 114 201 | 72,62 |
| Franciszek Buszka                                                 | 25 807  | 16,41 |
| Adam Słomka                                                       | 9405    | 5,98  |
| Liczba głosów ważnych: 157 257 Źródło: Państwowa Komisja Wyborcza |         |       |

### Mandat nr 149 –Polski Związek Katolicko-Społeczny
| Kandydat | I tura | I tura | II tura | II tura |
| Kandydat | Głosów | %      | Głosów  | %       |
| --- | ------ | ------ | ------- | ------- |
| Stefania Czupała-Hołoga                                                                                        | 49 405 | 31,20  | 36 223  | 53,09   |
| Józef Dulba | 28 140 | 17,77  | 18 181  | 26,65   |
| Liczba głosów ważnych: 158 328 (I tura) • 68 228 (II tura) Źródło: Państwowa Komisja Wyborcza I tura i II tura |        |        |         |         |